# عربعلی شروه
عربعلی شروه (۲ مهر ۱۳۱۸ – ۱۳ اردیبهشت ۱۳۹۰) هنرمند نقاش، سفال‌گر و مجسمه‌ساز ایرانی بود. از دیگر سوابق کاری این هنرمند فقید می‌توان به برپایی نمایشگاه‌های متعدد فردی و گروهی طراحی، نقاشی، مجسمه و سفال و تدریس در دانشکده‌های هنری ایران اشاره کرد.

## زندگی‌نامه
عربعلی شروه در روستای شکوه‌آباد قروه (استان کردستان) به دنیا آمد. پس از اخذ دیپلم، سال‌ها در روستاهای همدان به شغل معلمی پرداخت. او در سال ۱۳۴۸ برای تحصیل در رشتهٔ نقاشی وارد دانشکده هنرهای زیبا شد. و در سال ۱۳۵۴ تحصیل خود را در دانشگاه به‌اتمام رساند. در این زمان برای تدریس آناتومی، به هنرستان هنرهای تجسمی دعوت شد، علاوه بر آن در دانشکده هنرهای زیبا نیز به‌تدریس این درس پرداخت. حضور او در دانشکده تا زمان انقلاب فرهنگی ادامه یافت. در این مدت، وی علاوه بر تدریس، هم‌چنان سفال‌گری را دنبال کرد، به‌طور جدی‌تر به‌کار ترجمه پرداخت و در کنار اسماعیل توکلی (مش‌اسماعیل) مجسمه‌سازی را آغاز کرد. وقوع انقلاب فرهنگی و تعطیلی دانشگاه‌ها در سال ۱۳۵۹ شروه را بیش‌تر به ‌سمت ترجمه کشاند که همین امر نقشی مهم در توسعهٔ هنر ایران داشت.
همکاری شروه با انتشارات بهار، که تنها به‌منظور چاپ کُتب هنری فعالیت خود را آغاز کرده‌بود، آغاز می‌شود. ابتدا با ترجمهٔ کتاب‌هایی که به «یک‌دلاری» شهرت داشتند، بعد کتاب‌هایی در زمینهٔ پرسپکتیو و به‌مرور که کار بالاگرفت و استقبال خوبی از چنین کتاب‌هایی شد، متون جدی‌تری را نیز مورد توجه قرار دادند. از جملهٔ این کتاب‌ها که انتشار آن تأثیر زیادی روی روند آموزش طراحی در ایران به‌جا گذاشت، کتاب تکنیک و روش طراحی نوشتهٔ نیکولائید بود. موفقیتی که انتشارات بهار در چاپ و فروش کتاب‌های هنری کسب کرد، سایر ناشران را نیز تشویق به ادامهٔ آن کرد؛ از جمله «انتشارات یساولی»، «انتشارات مارلیک»، «انتشارات شباهنگ»، «انتشارات موج»، «انتشارات گوتنبرگ». به‌این‌ترتیب و به مرور کتاب‌های زیادی در زمینه‌های مختلف هنری تألیف، ترجمه و منتشر شد که سهم قابل توجهی از آن نتیجهٔ تلاش‌های پی‌گیر عربعلی شروه در این زمینه بوده‌است. شروه در کنار ترجمه، آنچه را خود نیز از این ترجمه‌ها می‌آموخت، در تدریس خود به بوتهٔ تجربه می‌گذاشت. وی در گفت‌وگو با دوهفته‌نامهٔ هنرهای تجسمی گفته‌بود: [در عمل هست که تئوری ارزش و اهمیت خود را نشان می‌دهد و هیچ‌کدام به‌تنهایی نمی‌توانند تأثیر کافی داشته‌باشند. تئوری می‌تواند مسیر آموزش را کوتاه و، درعین‌حال، با درک بیش‌تری همراه کند. در آموزش‌هایی که داشته‌ام، همیشه سعی من این بوده که آنچه را یاد می‌دهم، بااتکا به روش تحقیق، تجربه، کشف‌وشهود پیش رود... هنرجویان در هر سنی که باشند، زمانی که روش مطالعة طبیعت و هنر را فرابگیرند، می‌توانند خود از طریق جست‌وجو کارشان را ادامه دهند.]

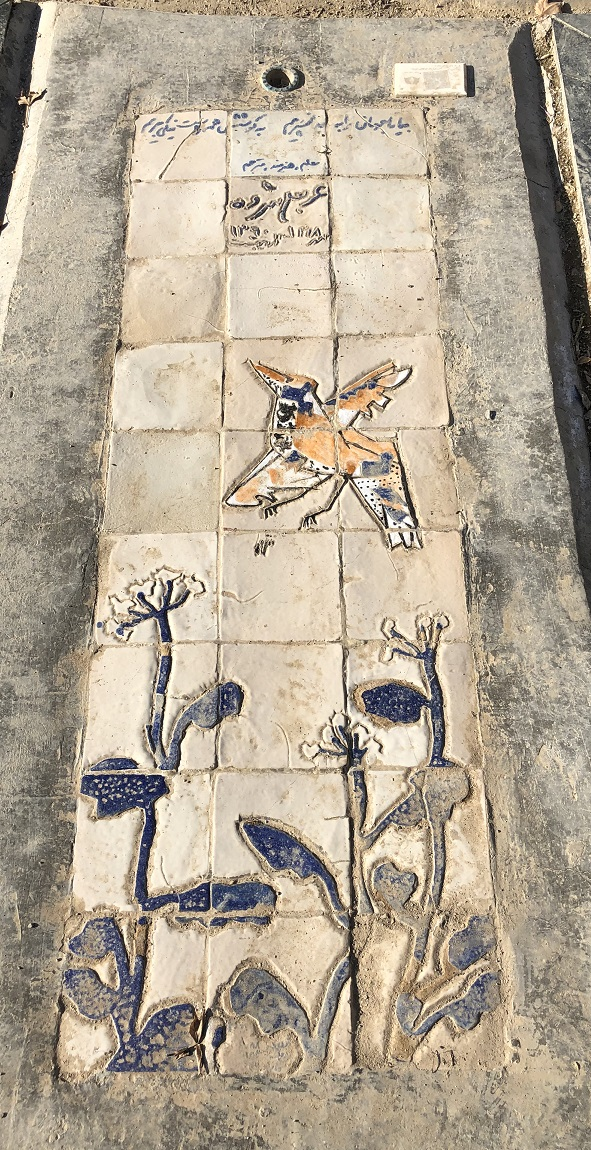

محمدحسن حامدی سردبیر و مدیرمسئول مجله تندیس و از دوستان استاد عربعلی شروه در گفتگو با خبرنگار باشگاه خبرنگاران در مورد فعالیت‌های مترجمی این استاد ارزشمند گفت: [عربعلی شروه[..] با ترجمهٔ کتاب‌های آموزشی و آکادمیک در زمینهٔ هنرهای تجسمی تأثیر عمیق و مهمی در توسعهٔ هنرمندان بعد از انقلاب داشت. تکنیک و روش طراحی، کلیدهای طراحی، هنر رنگ اتین، تاریخ هنر نقاشی ایران و جهان، مینیاتورهای نسخه‌های خطی جامی در قرن ۱۶ از مهم‌ترین کتاب‌های این استاد نامی است.] مدیرمسئول نشریهٔ تندیس استاد عربعلی شروه را از هنرمندی بی‌ادعا، ساده‌زیست مهربان و گشاده‌دست معرفی کرد که علاوه بر فعالیت‌های هنری، به ترجمهٔ بیش از یکصد کتاب آموزشی در زمینهٔ هنرهای تجسمی پرداخت.

## زندگی خانوادگی
وی در سال ۱۳۶۶ با یکی از شاگردانش به نام مرضیه قره‌داغی آشنا شد و این آشنایی منجر به ازدواج گردید. مرضیه قره‌داغی، همچنین با ترجمه و تألیف کتاب‌هایی چون مبانی هنرهای تجسمی کودکان، آموزش نقاشی برای دانش‌آموزان دبستان، نجوم به زبان ساده، نقاشی پروانه‌ها، مبانی و مقدمات سفالگری، سفالگری با چرخ و... دوشادوش استاد شروه به فعالیت هنری خود در این سال‌ها پرداخت. او همچنین کارهای متعددی در زمینهٔ مجسمه‌سازی انجام داد که از آن جمله می‌توان به برپایی نمایشگاه‌هایی اشاره کرد که در آن به داستان‌ها و شخصیت‌های شاهنامه پرداخته شده‌است. جامعهٔ هنری ایران، عربعلی شروه را به‌عنوان یکی از بی‌ادعاترین هنرمندان معرفی کرده که آزادگی، وارستگی، فروتنی و تواضع را به حد کمال رسانید. او تشنهٔ یادگیری و عاشق یاد دادن بود، به شاهنامه عشق می‌ورزید و آن را چراغِ راه می‌خواند و معتقد بود شاهنامه گوهر گرانبهای فرهنگ و زبان فارسی‌ست و آدمیان را از بدی کردن دور و به نیکی و خرد دعوت می‌کند. تأکید او به کسانی که در بیرون از مرزها زندگی می‌کنند این بود که به کودکانشان زبان فارسی را بیاموزند تا آن‌ها هم از این موهبت بی‌بهره نباشند و شاهنامه و نظامی بخوانند.
استاد عربعلی شروه، در اردیبهشت ۱۳۹۰ به‌علت بیماری سرطان در ۷۲ سالگی درگذشت.